# تشارلي انجلوا
تشارلي انجلوا هو لاعب هوكي الجليد كندي، ولد في 25 أغسطس 1894 في لوتبينيير في كندا، وتوفي في 31 أغسطس 1965 في غريتر سودبوري في كندا.

## وصلات خارجية
- تشارلي انجلوا على موقع دوري الهوكي الوطني (الإنجليزية)
- تشارلي انجلوا على موقع قاعة مشاهير الهوكي (لاعب أن.إتش.أل) (الإنجليزية)
- تشارلي انجلوا على موقع HockeyDB.com (الإنجليزية)
- تشارلي انجلوا على موقع Hockey-Reference.com (الإنجليزية)